# Diachasmimorpha sinuata
Diachasmimorpha sinuata är en stekelart som först beskrevs av Vladimir Ivanovich Tobias 1998.  Diachasmimorpha sinuata ingår i släktet Diachasmimorpha och familjen bracksteklar. Inga underarter finns listade i Catalogue of Life.